# Марченко, Леонид Леонидович
Леонид Леонидович Марченко (укр. Леонід Леонідович Марченко; род. 16 января 1938, Киев) — советский и украинский актёр театра и кино. Заслуженный артист  Украины.

## Биография
Родился 16 января 1938 г. в Киеве в семье служащего. Окончил актёрское отделение театральной студии Киевского украинского драматического театра им. И. Франко (1961) и театроведческий факультет Киевского государственного института театрального искусства им. И. Карпенко-Карого (1976).
Был актёром Киевской студии телевидения.
С 1963 г. — актёр Киевского театра юного зрителя.
Член Национального союза кинематографистов Украины.
Кавалер ордена «За заслуги» ІІІ степени (2009).

## Фильмография
Снялся в фильмах: «Морская чайка» (1961, Жорка-одессит), «С днем рождения» (1961, Костя Брыкин), «Лета девичьи» (1961, Белокурый), «Лесная песня» (1961, Куць), «Карты» (1964, Каким), «Улица тринадцати тополей» (1969, Бобошко), «Дом с привидениями» (Никита), «В бой идут одни „старики“» (1973, Савчук), «Старая крепость» (1973), «Юркины рассветы» (1974, Павка), «Ральф, здравствуй!» (1975, милиционер), «Время — московское» (Петренко), «Такая она, игра» (1976, Рыжий), «Аты-баты, шли солдаты…» (1976, Леня Лавкин), «Ой не ходи, Грицю, та й на вечерницы» (1978), «Дачная поездка сержанта Цыбули» (1979), «Странный отпуск» (1980), «Киевские просители» (1992), «Сад Гефсиманский» (1993), «Улыбка зверя» (1998), «Прощание с Каиром» (2002), «Сладкие сны» (2006), «Хлебный день» (2009), «При загадочных обстоятельствах» (2009), «Небесные родственники» (2011), «Доярка из Хацапетовки-3» (2011), «Нюхач» (2013), «Дорога на Запад» (2014), а также в эпизодах кинокартин: «Суд идет», «Юнга со шхуны „Колумб“» (1963), «Здесь нам жить» (1972), «Как закалялась сталь» (1973) и др.